# Johannes Eckell
Johannes Eckell (* 26. Mai 1903 in Hagen) war ein deutscher Chemiker und Experte für Hochdruckchemie der I.G. Farben.

## Leben
Eckell absolvierte ein Chemiestudium an der TU Darmstadt sowie der Universität Marburg und wurde 1927 in Marburg promoviert. Nach dem Studium war er ab 1928 bei den I.G. Farben täig. Zunächst in der Forschungsabteilung der I.G. Farben Ludwigshafen tätig, wechselte er 1935 zur Vermittlungsstelle W.
1936 kam er ins Amt für Deutsche Roh- und Werkstoffe und war dort Leiter der Sachgruppe für die Erzeugung von Buna und allgemeiner Chemie.
Er war Sekretär von Carl Krauch und dessen rechte Hand.
Von 1937 bis 1944 war er Referatsleiter im Reichswirtschaftsministerium.
Er war Mitglied des Aufsichtsrates der Rußwerke Dortmund GmbH.
Er wurde als Vertreter des „wirtschaftsimperialistischen Geistes“ bezeichnet.
Laut Otto Ambros war an der Planung des Auschwitz-Werks Buna beteiligt.
Nach Paul Erker kann man die Bedeutung von Eckell, der an der Schnittstelle zwischen Reichswirtschaftsministeriums und der Vierjahresplanbehörde agierte, für die „Bunapolitik“ und die gesamte Steuerung der Kautschukbranche nicht hoch genug bewerten. So konnte er am 21. November 1939 auf einer Sitzung sämtlicher Reifenfirmen, den Plan der Reifenfirmen mit einer Handbewegung beiseite wischen und ihnen eine drastische Erhöhung des Buna-Einsatzes auf 70 % bis Jahresende und 85 % im April 1940 diktieren. Diese Bedeutung Eckells ist in der Forschung bisher noch nicht erkannt worden.